# Roquille
La roquille est une ancienne mesure de capacité pour des liquides, valant le seizième part de la chopine (1,5 pouce cube) soit 29,755 ml. Huit roquilles font un demiard.
Au Canada, la roquille vaut un huitième de pinte canadienne, soit 142,065 ml. Dans l'ordre de grandeur, les Canadiens confondent donc la roquille avec le posson français. Chez eux, deux roquilles font un demiard. Ils utilisent ce mot pour éviter le mot « gill » du système impérial d'unités. Ceci est même codifié par une loi.